# 螺旋階段

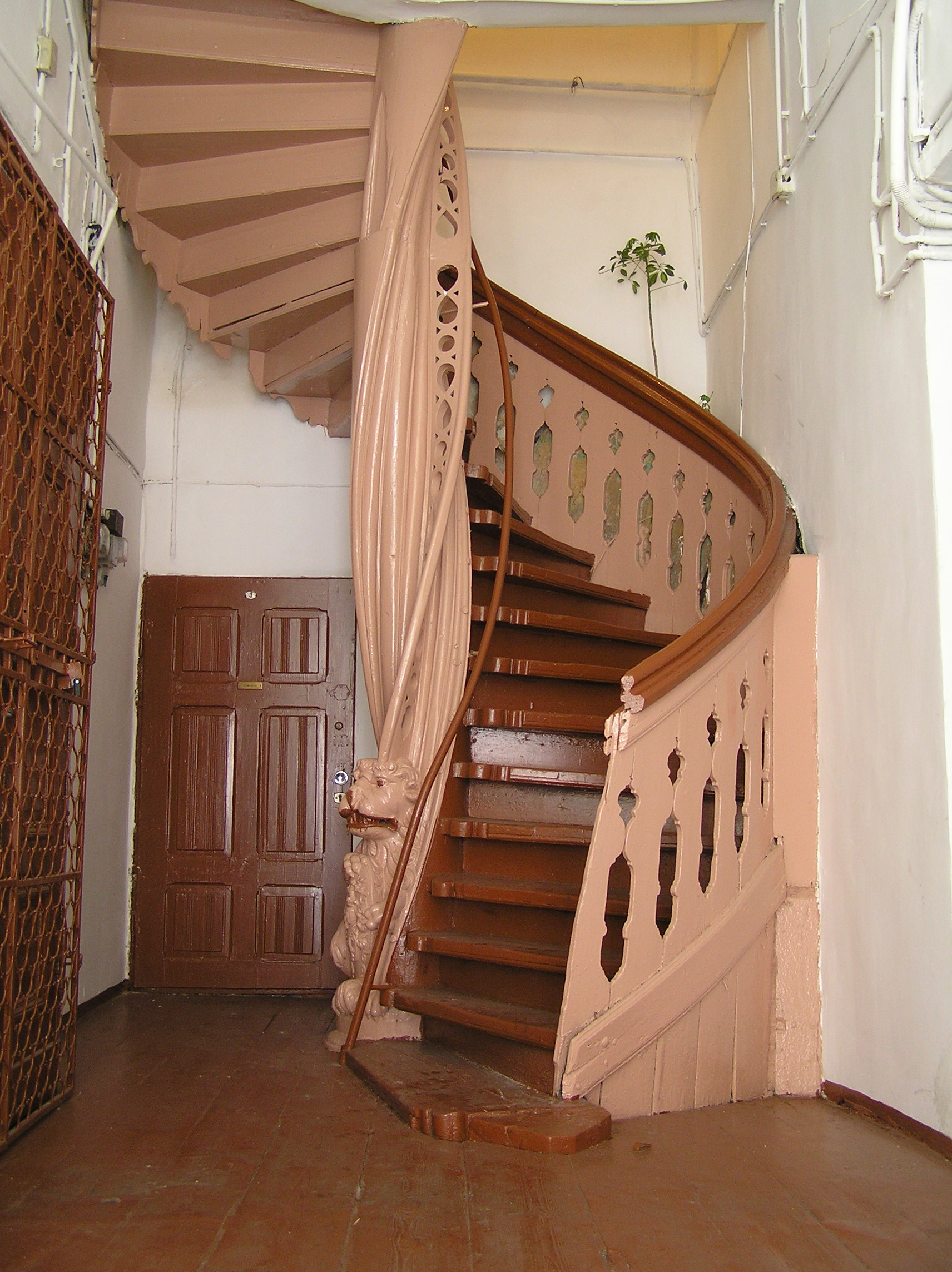
螺旋階段の一例
トルン市モストヴァ通り6の親柱付螺旋階段（newel stair, spiral stair with spindel, Spindeltreppe）

螺旋階段（らせんかいだん, 英語: spiral staircase, helix staircase, spiral and helical stairs）は、円形の壁沿い設置された階段、もしくは柱を中心に配した構造の階段の総称。小さなスペースにも設置できることから非常階段によく用いられる。

## 分類

### 回り階段
螺旋階段を含み、回り込む部分がある階段を「回り階段」という。一般に階段の踏面（ふみづら）の寸法は建築基準法施行令第23条により規定されるが、回り階段においては、この寸法を踏面の狭い方の端から30cmの位置において測る。

### 無柱螺旋階段
心柱や支柱、周囲の壁による支持を伴わない螺旋階段も世界には点在する。ニューメキシコ州サンタフェのロレットチャペルやパリのルーブル美術館が築例として挙げられる。

## 著名な螺旋階段

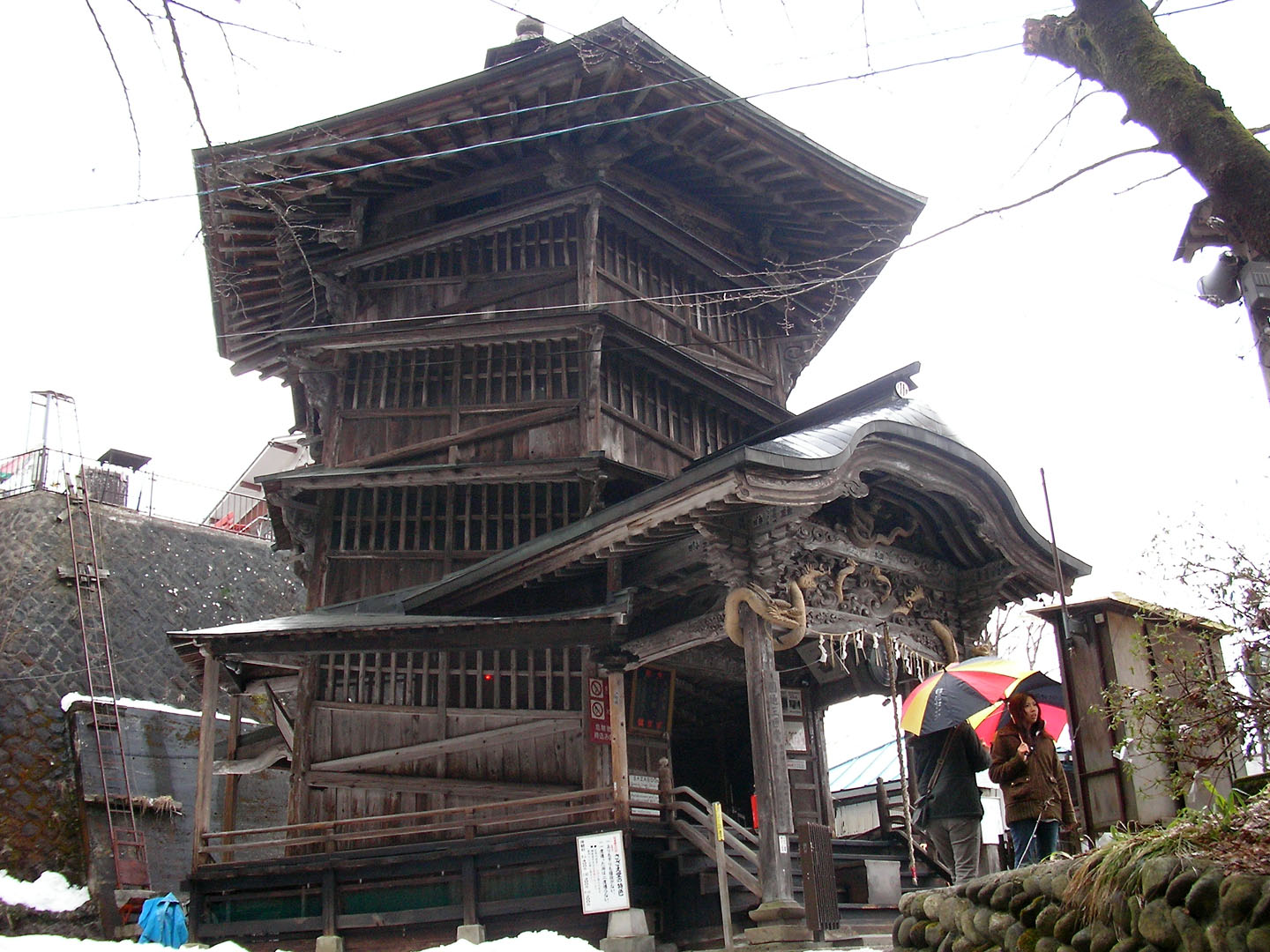
栄螺堂  栄螺堂は一般に螺旋構造を持つ堂であるが、そのひとつである「会津さざえ堂」は、二重螺旋構造を持つ[8]。
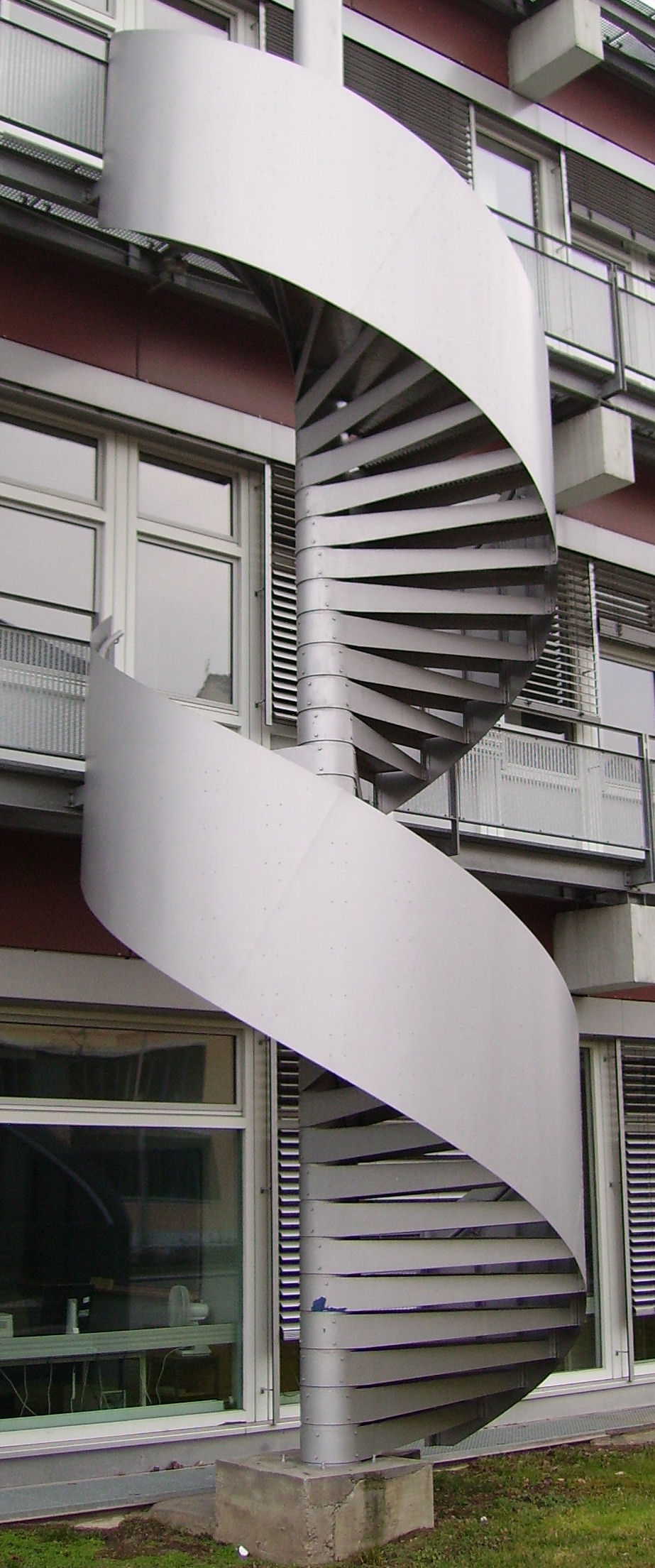
親柱付非常階段（マンハイム大学）
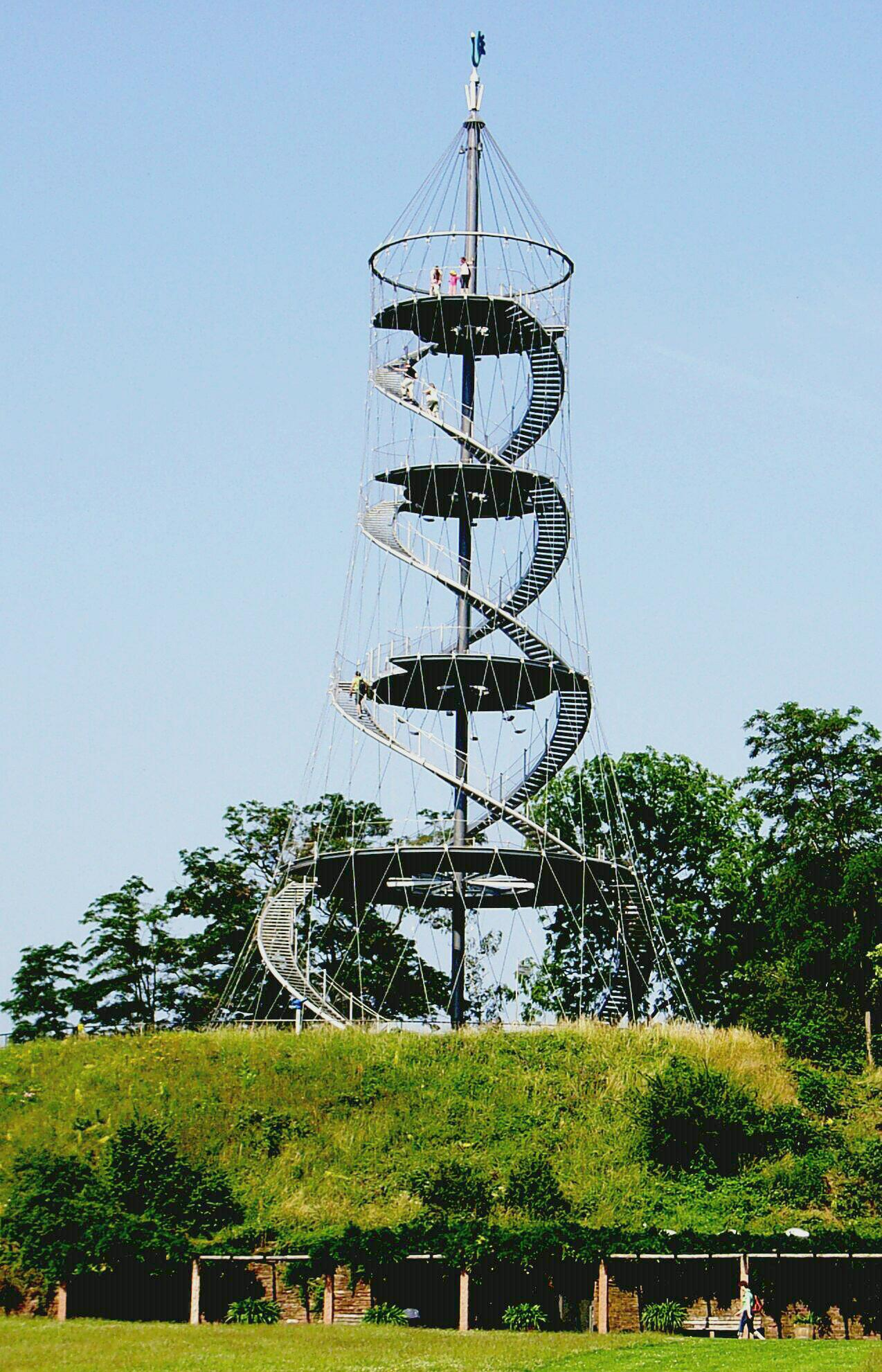
キレスベルク塔（ドイツ語版）の二重螺旋階段[9] （ドイツ語: doppelläufige Wendeltreppe des Killesbergturms）
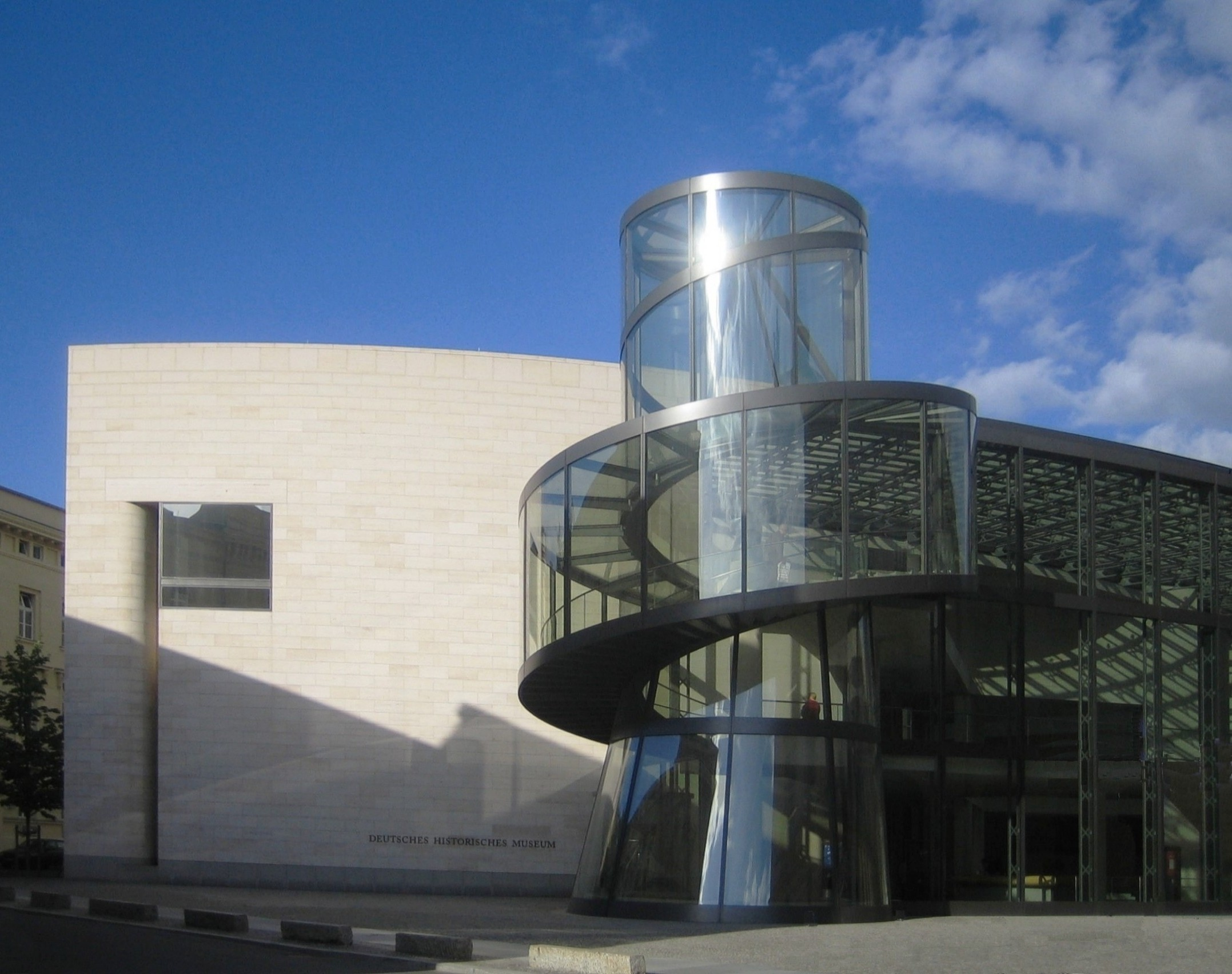
ドイツ歴史博物館の展示場（ドイツ語版）の澄明階段
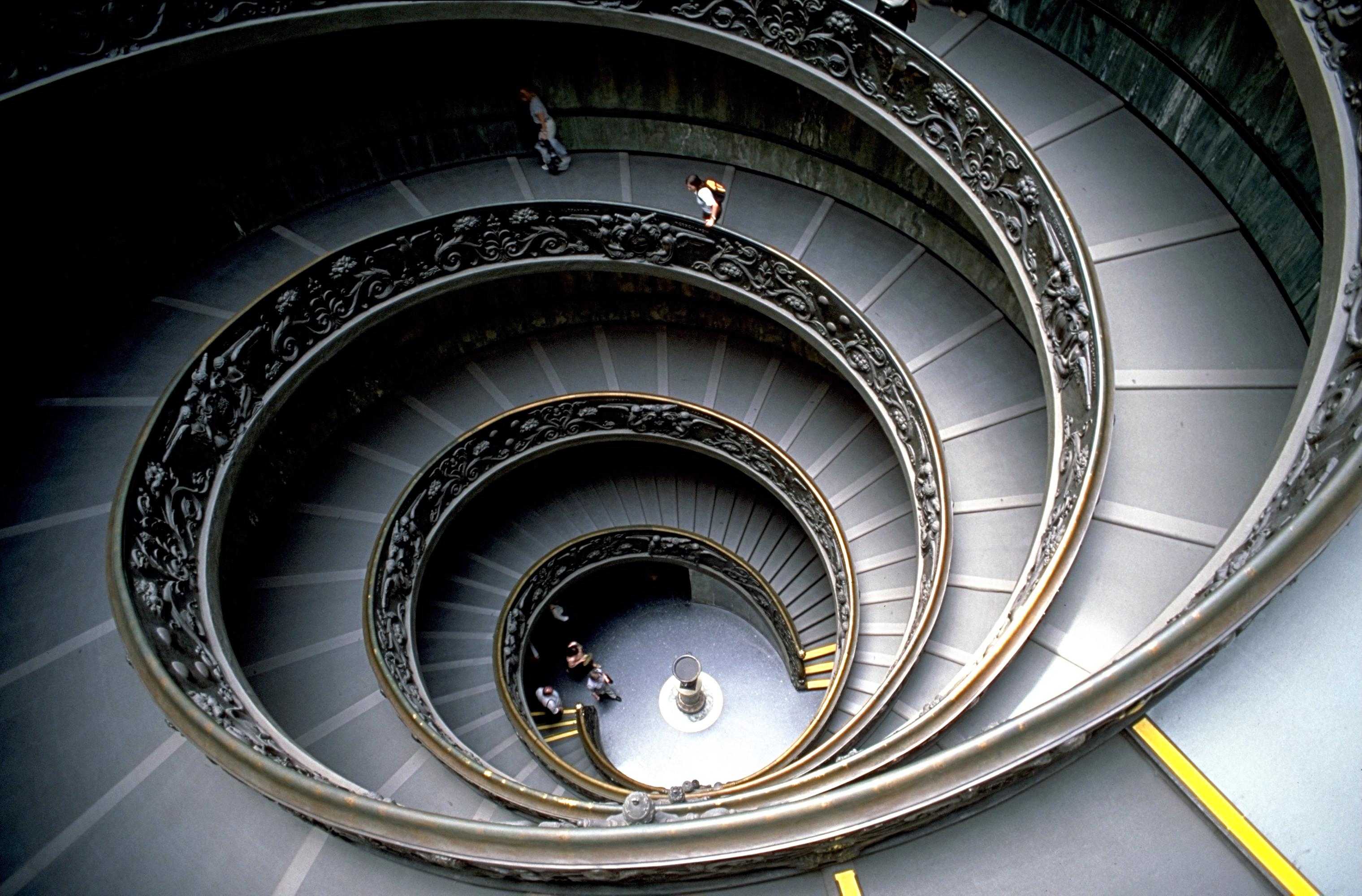
二重螺旋階段（double helix staircase）であるブラマンテ階段（英語版）
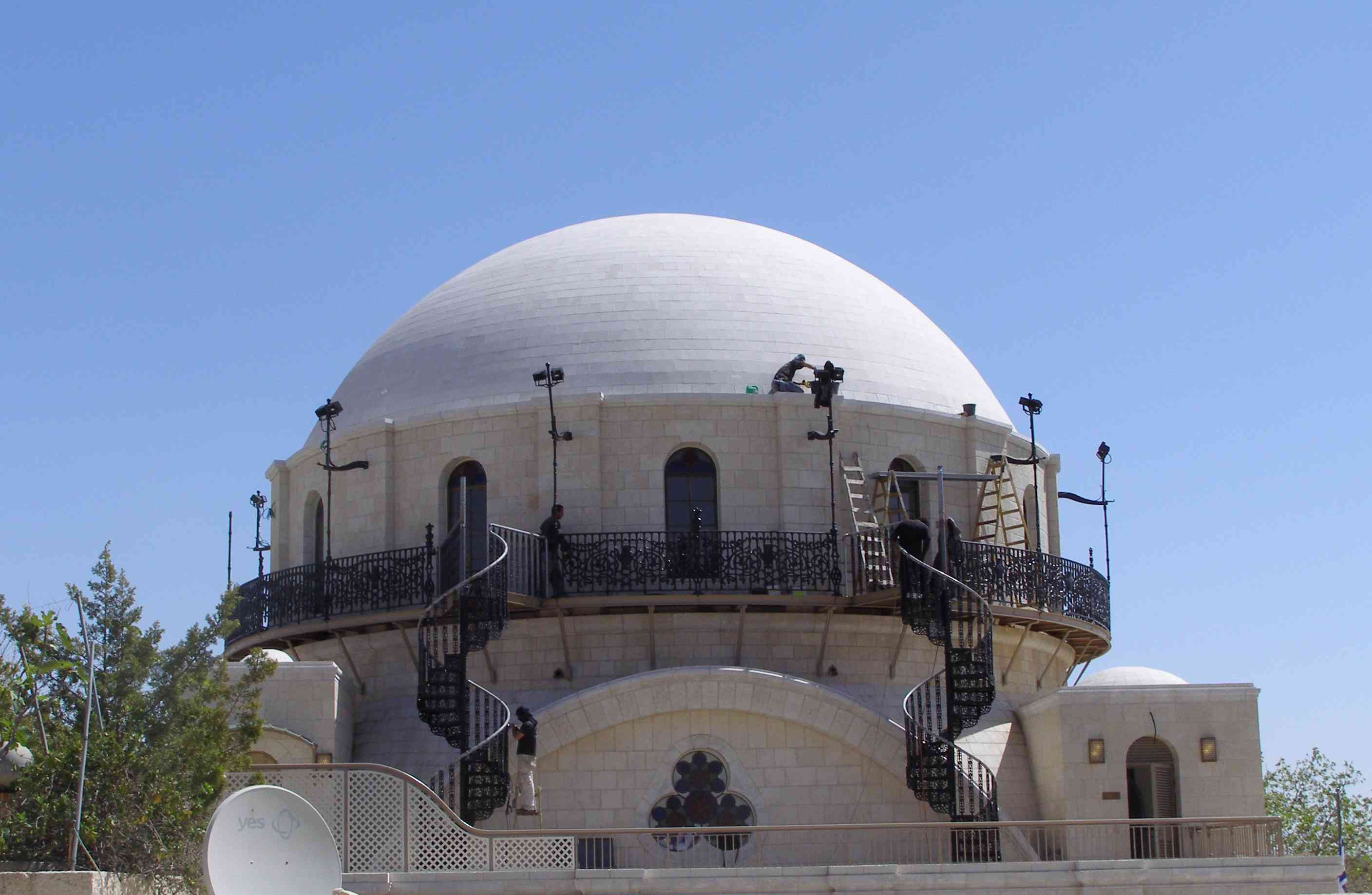
エルサレム・フルバ・シナゴーグ
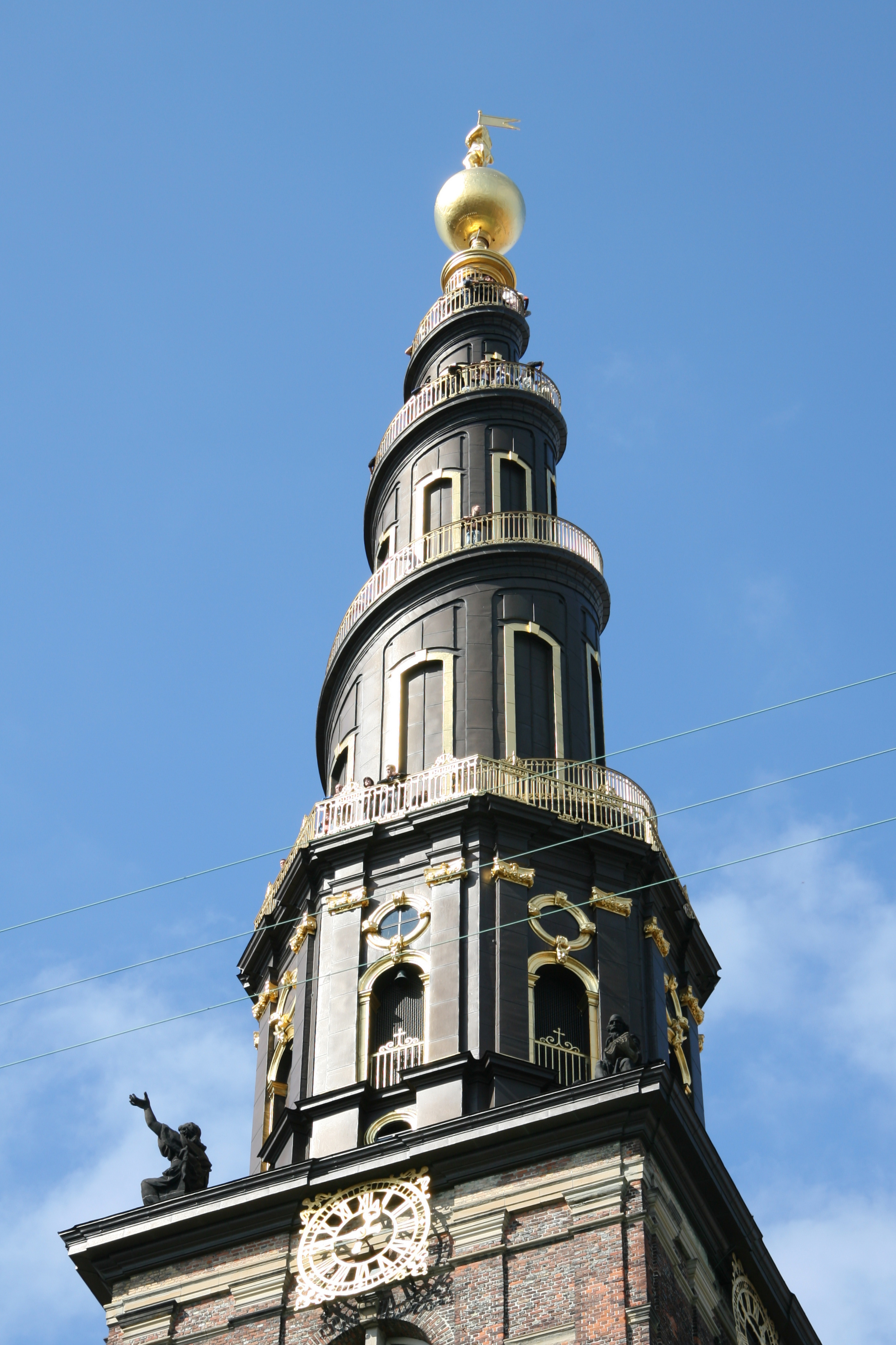
コペンハーゲン・メシア教会（ドイツ語版）の螺旋階段
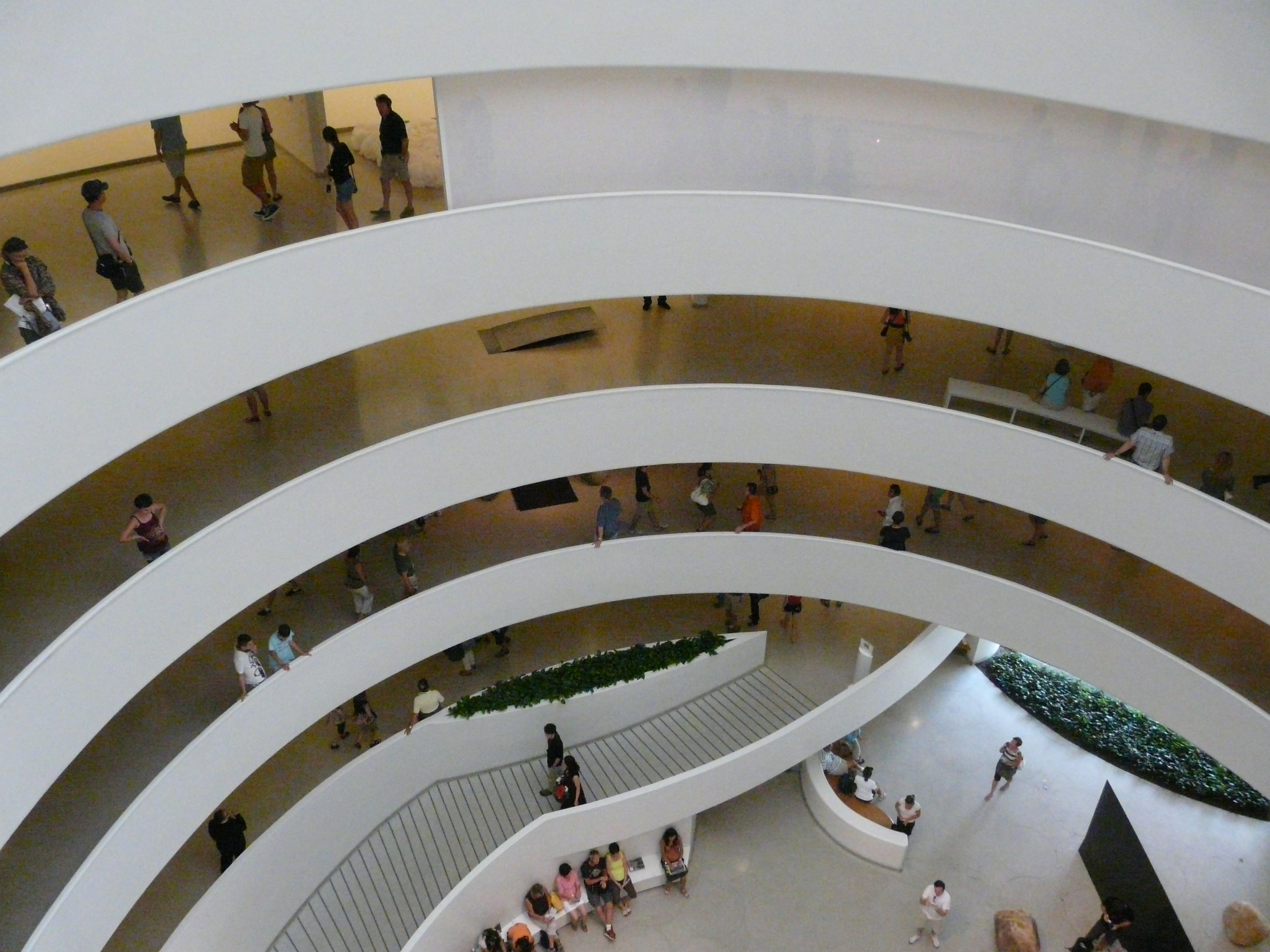
ソロモン・R・グッゲンハイム美術館の螺旋階段式展示空間
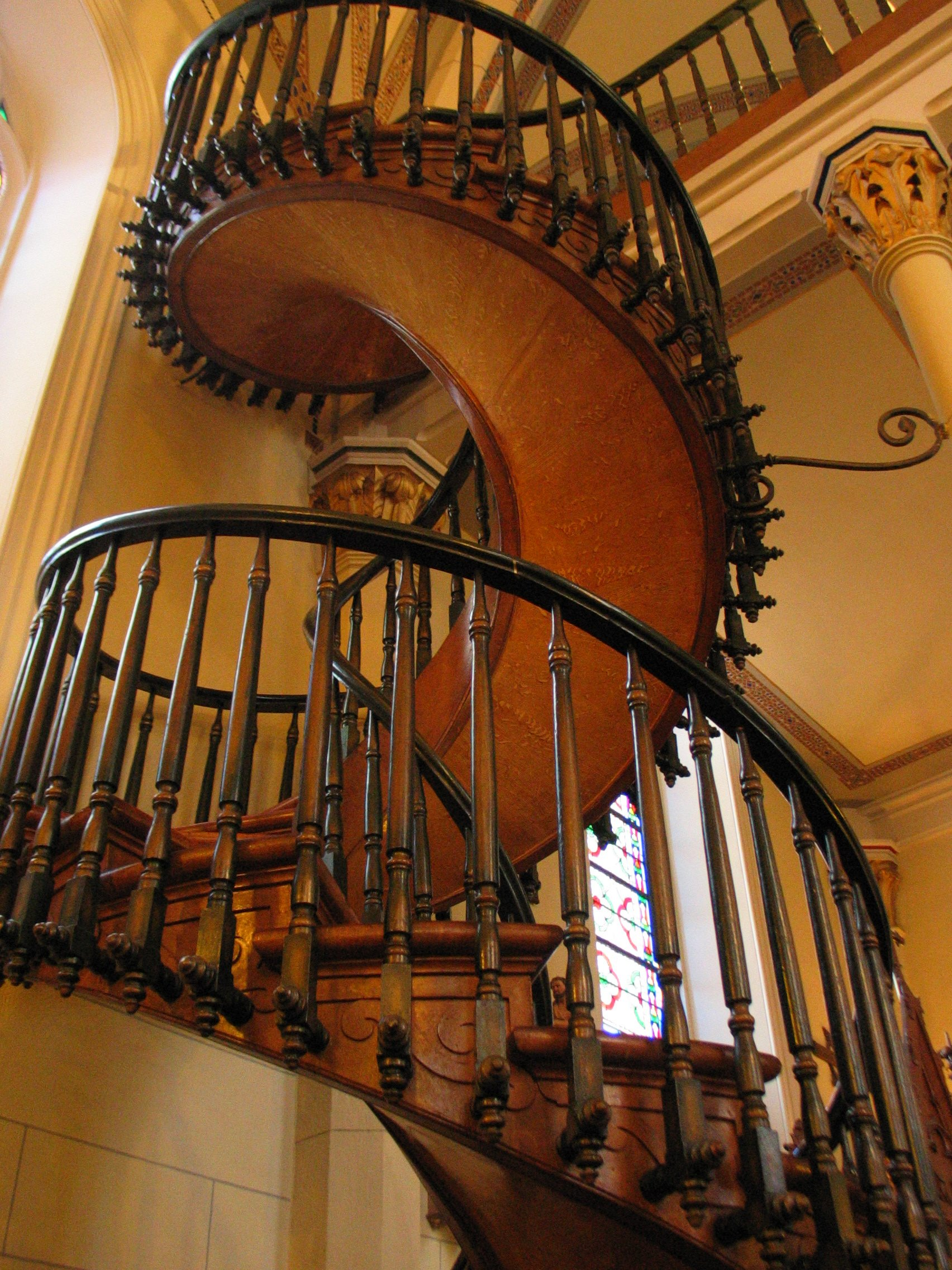
ロレット教会（英語版）・聖ヨセフの螺旋階段